# الرجبي على الكراسي المتحركة في دورة الألعاب البارالمبية الصيفية 2012

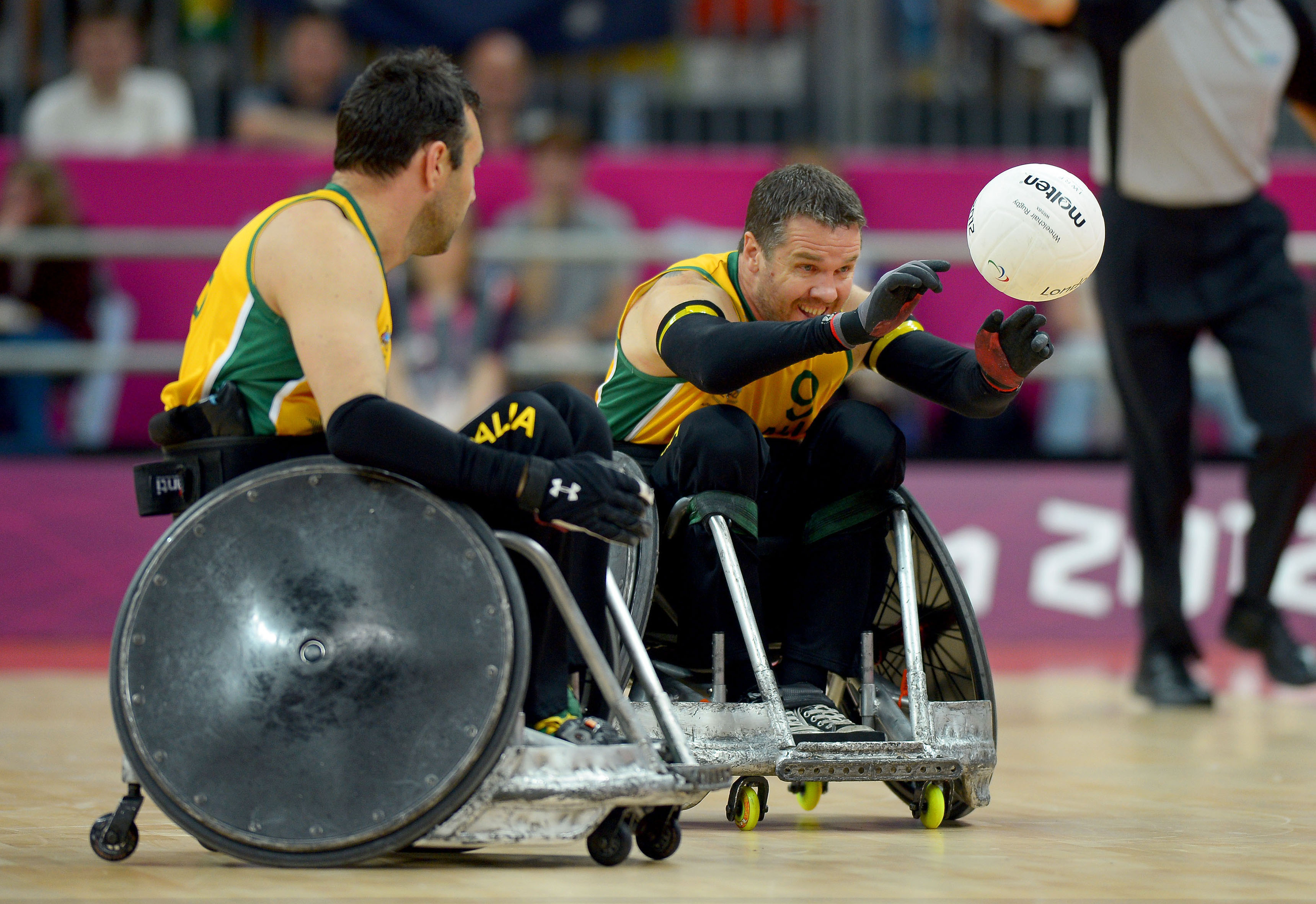
جريج سميث يمرر الكرة في دورة الألعاب الأولمبية بلندن 2012

أُقيمت منافسات الركبي على الكراسي المتحركة في دورة الألعاب البارالمبية الصيفية 2012 في صالة كرة السلة في لندن من 5 أيلول حتى 9 أيلول. كانت هناك مسابقة واحدة شاركت فيها 8 فرق. وعلى الرغم من أن المنافسة كانت مختلطة الجنس، فإن الغالبية العظمى من المشاركين في الألعاب كانوا من الذكور.

## التأهل
يجوز للجنة البارالمبية الوطنية أن تُدخل فريقًا واحدًا. تأهل البلد المضيف مباشرة، نظرًا لامتلاكه تصنيفًا على قائمة التصنيف العالمي للركبي على الكراسي المتحركة الصادرة عن الاتحاد الدولي للركبي على الكراسي المتحركة بتاريخ 31 كانون الثاني 2012. وقد مُنحت مقعدان تأهيليان لأعلى لجنتين بارالمبيتين وطنيتين في قائمة التصنيف لم تكونا قد تأهلتا مسبقًا.
| مؤهَل             | وسائل التأهيل                                                            | تاريخ             | مكان    | أرصفة |
| ---------------- | ------------------------------------------------------------------------ | ----------------- | ------- | ----- |
| بريطانيا العظمى  | البلد المضيف                                                             |                   |         | 1     |
| الولايات المتحدة | بطولة العالم للرجبي على الكراسي المتحركة لعام 2010                       | 21–26 سبتمبر 2010 | فانكوفر | 1     |
| كندا             | بطولة الاتحاد الدولي للرجبي على الكراسي المتحركة 2011 - الأمريكتان       | 18–25 سبتمبر 2011 | بوغوتا  | 1     |
| السويد بلجيكا    | بطولة الاتحاد الدولي للرجبي على الكراسي المتحركة 2011 - أوروبا           | 1–9 أكتوبر 2011   | نوتويل  | 2     |
| أستراليا         | بطولة الاتحاد الدولي للرجبي على الكراسي المتحركة 2011 - آسيا وأوقيانوسيا | 2-10 نوفمبر 2011  | سيول    | 1     |
| اليابان فرنسا    | التصنيف العالمي للاتحاد الدولي للرجبي على الكراسي المتحركة               | 31 يناير 2012     |         | 2     |

## البطولة

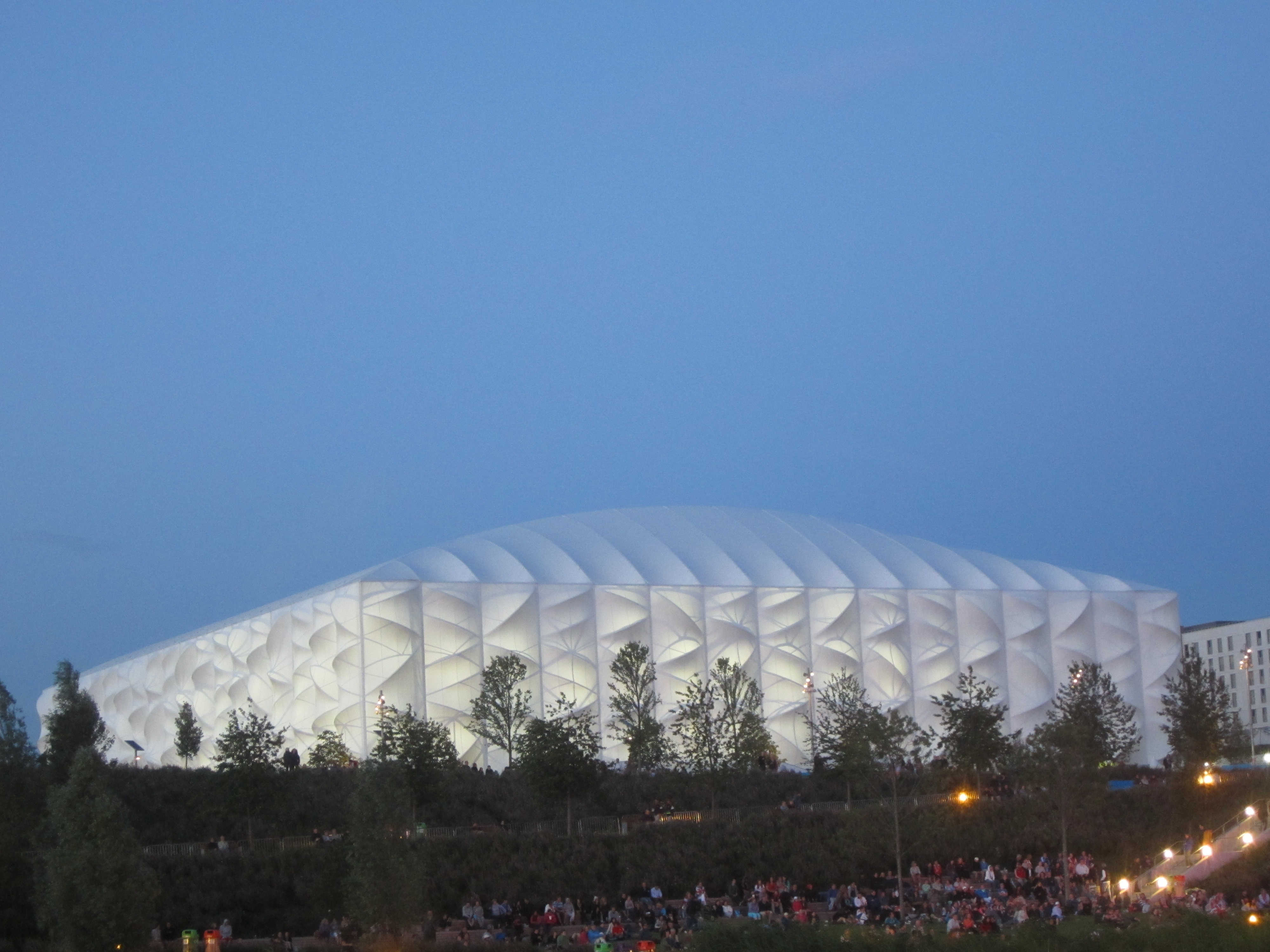
كانت صالة كرة السلة المؤقتة في الحديقة الأوليمبية تتسع لـ 10000 متفرج

أُقيمت البطولة من 5 إلى 9 أيلول في صالة كرة السلة ضمن الحديقة الأولمبية. تألفت من مرحلة مجموعات تمهيدية بنظام الدوري المجزأ، ضمّت مجموعتين تحتوي كل منهما على أربعة فرق، تلتها جولة مباريات ترتيبية للمراكز من الخامس حتى الثامن بين الفريقين الأخيرين من كل مجموعة. أما الفريقان الأول والثاني من كل مجموعة، فقد تأهلا إلى نصف النهائي، ومنه إلى مباراتي الميداليتين الذهبية والبرونزية.
| سبتمبر | 5 / 6 / 7    | 8                                          | 9                                                   |
| ------ | ------------ | ------------------------------------------ | --------------------------------------------------- |
| مرحلة  | تمهيدي دائري | التصنيف 5-8 المواضع 5-6 و7-8 نصف النهائي 1 | مباراة الميدالية الذهبية مباراة الميدالية البرونزية |

### مرحلة المجموعات

#### المجموعة أ
| الفريق                 | ل | ف | ت | خ | له  | عليه | الفارق | النقاط | التأهل      |
| ---------------------- | - | - | - | - | --- | ---- | ------ | ------ | ----------- |
| الولايات المتحدة (USA) | 3 | 3 | 0 | 0 | 190 | 136  | +54    | 6      | نصف النهائي |
| اليابان (JPN)          | 3 | 2 | 0 | 1 | 164 | 159  | +5     | 4      |             |
| بريطانيا العظمى (GBR)  | 3 | 1 | 0 | 2 | 140 | 157  | −17    | 2      | تم الإقصاء  |
| فرنسا (FRA)            | 3 | 0 | 0 | 3 | 150 | 192  | −42    | 0      |             |

| الولايات المتحدة                                                                                                 | 56 – 44 | بريطانيا العظمى                                                  |
| --- | ------- | ---------------------------------------------------------------- |
| أوكي 14 جرولكس 9 الفريق 7 ماكبرايد 6 سومنر 5 أ. كوهن 5 سكاتورو 3 هيلتون 2 ديلاجراف 2 ريجير 1 ج. كوهن 1 سبرينغر 1 | تقرير   | فيبس 16 أنتوني 11 براون 5 موريسون 5 بارو 3 كير 2 سهمي 1 الفريق 1 |

| اليابان | 65 – 56 | فرنسا |
| ------- | ------- | ----- |
|         | تقرير   |       |

| بريطانيا العظمى | 57 – 50 | فرنسا |
| --------------- | ------- | ----- |
|                 | تقرير   |       |

| اليابان | 48 – 64 | الولايات المتحدة |
| ------- | ------- | ---------------- |
|         | تقرير   |                  |

| بريطانيا العظمى | 39 – 51 | اليابان |
| --------------- | ------- | ------- |
|                 | تقرير   |         |

| الولايات المتحدة | 70 – 44 | فرنسا |
| ---------------- | ------- | ----- |
|                  | تقرير   |       |

#### المجموعة ب
| الفريق         | ل | ف | ت | خ | له  | عليه | الفارق | النقاط | التأهل      |
| -------------- | - | - | - | - | --- | ---- | ------ | ------ | ----------- |
| أستراليا (AUS) | 3 | 3 | 0 | 0 | 182 | 142  | +40    | 6      | نصف النهائي |
| كندا (CAN)     | 3 | 2 | 0 | 1 | 163 | 166  | −3     | 4      |             |
| السويد (SWE)   | 3 | 1 | 0 | 2 | 151 | 155  | −4     | 2      | تم الإقصاء  |
| بلجيكا (BEL)   | 3 | 0 | 0 | 3 | 135 | 168  | −33    | 0      |             |

| السويد ‏                                                               | 52 – 42 | بلجيكا ‏                                                         |
| --------------------------------------------------------------------- | ------- | --------------------------------------------------------------- |
| أولمان 15 هجيرت 9 جانسون 7 ساندبرج 6 كولي 5 نورلين 4 الفريق 4 كولين 2 | تقرير   | ميرتنز 20 فيرهاجن 9 جينين 6 فاناكر 3 الفريق 2 بودينرز 1 مرشوت 1 |

| أستراليا                                                                            | 64 – 52 | كندا                                                                                     |
| ----------------------------------------------------------------------------------- | ------- | ---------------------------------------------------------------------------------------- |
| بات 37 بوند 10 الفريق 4 كار 3 هاريسون 3 سميث 2 نيوتن 1 خرطوم 1 ليز 1 ميكين 1 سكوت 1 | تقرير   | لافوا 9 هيرشفيلد 8 كرون 7 ماديل 7 هيكلينج 6 وايتهيد 5 ويلسي 4 داجينايس 2 تشان 2 سيمارد 2 |

| السويد ‏                                                                       | 47 – 60 | أستراليا                                                                     |
| ----------------------------------------------------------------------------- | ------- | ---------------------------------------------------------------------------- |
| أولمان 9 نورلين 8 كولي 7 هيلت 7 كولين 6 الفريق 4 ساندبرج 3 جانسون 2 والبيرج 1 | تقرير   | بات 30 بوند 14 الفريق 4 كار 3 نيوتن 2 سميث 2 هاريسون 2 خرطوم 1 ليز 1 ميكين 1 |

| كندا                                                                                    | 58 – 50 | بلجيكا ‏                                                  |
| --------------------------------------------------------------------------------------- | ------- | -------------------------------------------------------- |
| ماديل 18 هيكلينج 9 هيرشفيلد 9 لافوا 5 تشان 4 وايتهيد 3 سيمارد 3 الفريق 3 ويلسي 2 فانك 1 | تقرير   | ميرتنز 24 جينين 10 فيرهاجن 5 بودينرز 4 الفريق 4 فاناكر 3 |

| أستراليا                                                             | 58 – 43 | بلجيكا ‏                                                            |
| -------------------------------------------------------------------- | ------- | ------------------------------------------------------------------ |
| بات 29 كار 11 بوند 9 سميث 4 خرطوم 1 ليز 1 ميكين 1 هاريسون 1 الفريق 1 | تقرير   | ميرتنز 14 جينين 11 فيرهاجن 5 هندريكس 4 الفريق 4 بودينرز 3 فاناكر 2 |

| كندا | 53 – 52 | السويد ‏ |
| ---- | ------- | ------- |
|      | تقرير   |         |

### التصفيات
|  | Classification round     | Classification round     |    |                          | Fifth place              | Fifth place |
|  |                          |                          |    |                          |                          |             |
|  | 8 September 2012 - 09:30 |                          |    |                          |                          |             |
|  | بريطانيا العظمى          | 54                       |    |                          |                          |             |
|  | بلجيكا                   | 49                       |    |                          |                          |             |
|  |                          |                          |    |                          |                          |             |
|  |                          |                          |    |                          | 8 September 2012 - 21:15 |             |
|  |                          |                          |    |                          | بريطانيا العظمى          | 59          |
|  |                          | السويد                   | 47 |                          |                          |             |
|  |                          |                          |    |                          |                          |             |
|  |                          |                          |    |                          |                          |             |
|  |                          |                          |    |                          | المركز الثالث            |             |
|  | 8 September 2012 - 11:45 | 8 September 2012 - 11:45 |    | 8 September 2012 - 19:00 | 8 September 2012 - 19:00 |             |
|  | السويد                   | 58                       |    | بلجيكا                   | 54                       |             |
|  | فرنسا                    | 48                       |    |                          | فرنسا                    | 50          |

#### نصف النهائي للمركز الخامس والثامن
| بريطانيا العظمى | 54 – 49 | بلجيكا ‏ |
| --------------- | ------- | ------- |
|                 | تقرير   |         |

| السويد ‏ | 58 – 48 | فرنسا |
| ------- | ------- | ----- |
|         | تقرير   |       |

#### مباراة تحديد المركز السابع
| بلجيكا ‏ | 54 – 50 | فرنسا |
| ------- | ------- | ----- |
|         | تقرير   |       |

#### مباراة تحديد المركز الخامس
| بريطانيا العظمى | 59 – 47 | السويد ‏ |
| --------------- | ------- | ------- |
|                 | تقرير   |         |

### جولة الميدالية
|  | نصف النهائي              | نصف النهائي              |    |                          | النهائي                  | النهائي |
|  |                          |                          |    |                          |                          |         |
|  | 8 September 2012 - 16:15 |                          |    |                          |                          |         |
|  | الولايات المتحدة         | 49                       |    |                          |                          |         |
|  | كندا                     | 50                       |    |                          |                          |         |
|  |                          |                          |    |                          |                          |         |
|  |                          |                          |    |                          | 9 September 2012 - 14:15 |         |
|  |                          |                          |    |                          | كندا                     | 51      |
|  |                          | أستراليا                 | 66 |                          |                          |         |
|  |                          |                          |    |                          |                          |         |
|  |                          |                          |    |                          |                          |         |
|  |                          |                          |    |                          | المركز الثالث            |         |
|  | 8 September 2012 - 14:00 | 8 September 2012 - 14:00 |    | 9 September 2012 - 12:00 | 9 September 2012 - 12:00 |         |
|  | أستراليا                 | 59                       |    | الولايات المتحدة         | 53                       |         |
|  | اليابان                  | 45                       |    |                          | اليابان                  | 43      |

#### الدور نصف النهائي
| أستراليا                                                                    | 59 – 45 | اليابان                                                   |
| --------------------------------------------------------------------------- | ------- | --------------------------------------------------------- |
| بات 27 بوند 14 سميث 6 سكوت 2 ليز 2 ميكين 2 نيوتن 1 كار 1 هاريسون 1 الفريق 3 | تقرير   | إيكيزاكلي 24 ناكازاتو 7 كانو 6 شيماكاوا 4 ساتو 2 الفريق 2 |

| الولايات المتحدة | 49 – 50 | كندا |
| ---------------- | ------- | ---- |
|                  | تقرير   |      |

#### مباراة الميدالية البرونزية
| الولايات المتحدة | 53 – 43 | اليابان |
| ---------------- | ------- | ------- |
|                  | تقرير   |         |

#### مباراة الميدالية الذهبية
|  | ضد |  |
|  | -- |  |
|  |    |  |

## تصنيف
| مكان   | فريق             |
| ------ | ---------------- |
| الأول  | أستراليا         |
| الثاني | كندا             |
| الثالث | الولايات المتحدة |
| 4.     | اليابان          |
| 5.     | بريطانيا العظمى  |
| 6.     | السويد           |
| 7.     | بلجيكا           |
| 8.     | فرنسا            |

| الألعاب    | الذهبية | الفضية | البرونزية |
| ---------- | --- | --- | --- |
| Mixed team | أستراليا (AUS) · Ben Newton · Nazim Erdem · Ryley Batt · Josh Hose · Jason Lees · Cody Meakin · Greg Smith · Chris Bond · Ryan Scott (captain) · Cameron Carr · Andrew Harrison · Coach: Brad Dubberley | كندا (CAN) · Jason Crone · Patrice Dagenais · Garett Hickling · Ian Chan · Mike Whitehead · Trevor Hirschfield · Fabien Lavoie · Travis Murao · Jared Funk · David Willsie (captain) · Patrice Simard · Zak Madell · Coach: Kevin Orr | الولايات المتحدة (USA) · Chance Sumner · Seth McBride · Adam Scaturro · Chuck Aoki · Jason Regier · Scott Hogsett · Nick Springer · Will Groulx (captain) · Andy Cohn · Chad Cohn · Derrick Helton · Joe Delagrave · Coach: James Gumbert |

## روابط خارجية
- International Wheelchair Rugby Federation (IWRF)
- "London 2012 Paralympic Game, Wheelchair rugby". Official Website of the Paralympic Movement. 2012. مؤرشف من الأصل في 2016-04-19. اطلع عليه بتاريخ 2012-09-03.
- "Schedule and Results - Wheelchair Rugby". The London Organizing Committee for the Games of the XXX Olympiad. 2012. مؤرشف من الأصل في 2012-09-03. اطلع عليه بتاريخ 2012-09-03.

قالب:Footer Paralympic Champions Wheelchair Rugby Mixed Teamقالب:EventsAt2012SummerParalympicsقالب:Paralympic Games Wheelchair rugby